# Чихэн (станция метро)
«Чихэн» (кор. 지행역) — эстакадная станция Сеульского метро на Первой линии (локального сообщения); это одна из пяти станций на территории Тондучхона (все на одной линии). Она представлена двумя островными платформами. Станция обслуживается корпорацией железных дорог Кореи (Korail). Расположена в квартале Чихэн-дон (адресː 424-1 Jihaeng-dong, 2285 Pyeonghwaro) в городе Тондучхон (провинция Кёнгидо, Республика Корея). На станции установлены платформенные раздвижные двери.
Пассажиропоток — на 1 линии 14 504 чел/день (на 2012 год).
Станция открыта 30 января 2005 года, а интегрирована с системой столичного метрополитена спустя почти два года. Первая линия Сеульского метрополитена была продлена на 23,2 км до города Тондучхон — участок Канын—Соёсан, и было открыто 9 станций (Соёсан, Тондучхон, Посан, Тондучхончунан, Чихэн, Токчон, Токке, Янджу, Нокян, 15 декабря 2006 года.